# Nederlands Kustpad

Het Nederlands Kustpad (LAW 5) is een langeafstandswandelpad met een lengte van circa 711 kilometer. De route is in 2013/2014 ontstaan door de samenvoeging van een aantal bestaande wandelroutes, die ten dele gewijzigd werden. De route is in beide richtingen gemarkeerd met wit-rode tekens, en in een drietal gidsjes beschreven. De precieze route kan, door diverse oorzaken, in de loop der tijd gewijzigd worden: op de website van Wandelnet zijn de actuele routes te vinden, evenals opsommingen van routewijzigingen.
De route is ontstaan uit de volgende LAW's: Deltapad, Hollands Kustpad (samenvoeging van Visserspad en Duin- en Polderpad), Friese Kustpad en Wad- en Wierdenpad. De route is een onderdeel van de Europese Wandelroute E9, van Portugal tot Polen.

## Deel 1: Sluis - Hoek van Hollanden Bergen op Zoom - Hoek van Holland
Dit traject is ontstaan uit het voormalige Deltapad.
De westelijke tak begint in Sluis, gaat langs het Zwin naar Cadzand-Bad en door de duinen naar Breskens. Met de veerpont (alleen wandelaars en fietsers) steekt de wandelaar de Westerschelde over. De route gaat dan van Vlissingen door de duinen naar Westkapelle, Domburg en Oostkapelle. Via de Veerse Gatdam en de Oosterscheldekering wordt Schouwen-Duiveland bereikt. Na de bossen en duinen van Haamstede en Renesse wordt de Brouwersdam overgestoken naar Goeree-Overflakkee, en via Ouddorp wordt Goedereede bereikt.
De oostelijke tak begint bij de jeugdherberg ten oosten van Bergen op Zoom en loopt via Halsteren en Nieuw-Vossemeer naar het eiland Tholen, en via de Philipsdam en de Grevelingendam naar Goeree-Overflakkee. Langs de kust van het Grevelingenmeer en de Slikken van Flakkee wordt Goedereede bereikt.
Na Goedereede gaat de route over de Haringvlietdam naar Voorne-Putten. Via Rockanje en Oostvoorne wordt Brielle bereikt. Voor Rozenburg wordt het Calandkanaal overgestoken, en na Rozenburg neemt de wandelaar de pont naar Maassluis. Deels langs de Nieuwe Waterweg wordt Hoek van Holland bereikt.
NB: De Calandbrug (in de etappe Maassluis-Brielle) is tot 2023 afgesloten. In de Lijst met routewijzigingen (te vinden op de website van Wandelnet) is een omleidingsroute beschreven, alsmede een veerverbinding en een route met openbaar vervoer tussen Spijkenisse en Brielle.

### Aansluitingen
De westelijke tak is een onderdeel van het Nederlandse Kustpad / North Sea Trail en van de Europese wandelroute E9. De oostelijke tak is een onderdeel van de E2 naar Nice.
Bij Sluis sluit de route aan op het Grenslandpad. Bij de Oosterscheldekering loopt de route gelijk op met het Oosterscheldepad. Bij Bergen op Zoom sluit de route aan op het Grenslandpad en de wandelroute GR5. Bij Maassluis sluit de route aan op het Grote Rivierenpad. Aansluitingen op het openbaar vervoer bestaan uit stations te Bergen op Zoom en Vlissingen, in Maassluis en Hoek van Holland zijn metrostations van de Hoekse Lijn van de Rotterdamse metro, en busverbindingen in de meeste overige plaatsen.

## Deel 2: Hoek van Holland - Afsluitdijk
Dit traject is ontstaan uit het voormalige Visserspad en het voormalige Duin- en Polderpad.
De globale indeling van het Hollands Kustpad:
- Station Hoek van Holland Strand - Scheveningse Bosjes (33 km)
- Scheveningse Bosjes - Duindamseslag (37 km)
- Duindamseslag - Vogelmeer (40 km)
- Vogelmeer - Staringweg (39 km)
- Staringweg - Callantsoog (48 km)
- Callantsoog - Den Oever (40 km) - Afsluitdijk

Extra route:
- Groote Keeten - Den Helder (16 km)

### Karakter
Het grootste deel van de route voert door een grote variatie van duinen. Brede en smalle duinenrijen, donkere bossen en ruime vlakten en heel veel verschillende typen vegetatie. Bij Ter Heijde wordt de strijd tegen het water zichtbaar als te zien is hoe dicht het dorp achter de duinen is gelegen. En bij Schoorl is het mogelijk om vanaf de duinen bij goed zicht tientallen kilometers ver te kijken over het lage land van West-Friesland. Af en toe voert de route een aantal kilometer over het strand en er worden diverse badplaatsen aangedaan. Het routedeel van Callantsoog naar Den Oever is van een heel andere aard. Eerst een aantal grootschalige polders om te eindigen op de glooiingen van het voormalig eiland Wieringen. Formeel loopt de route tot halverwege de Afsluitdijk: dit traject is echter tot 2023 niet voor wandelaars (en fietsers) toegankelijk. Er kan gebruik worden gemaakt van een busverbinding.

## Deel 3a: Afsluitdijk - Lauwersoog (met een zijtak naar Stavoren)
Dit deel is ontstaan uit het voormalige Friese Kustpad.
Het is op het traject Afsluitdijk - Lauwersoog een onderdeel van de Europese wandelroute E9 van Hendaye naar Gdańsk. De route is in beide richtingen gemarkeerd met wit-rode tekens en in een gidsje beschreven. De route volgt in grote lijnen, doch niet steeds, de kust van de Waddenzee. Er is een zijtak van en naar Stavoren.
De route van de zijtak begint in Stavoren en volgt de kust van het IJsselmeer tot Hindeloopen, en buigt dan af naar Workum, Makkum en Wons. Even ten oosten van Zurich is er een aansluiting op de hoofdroute over de Afsluitdijk: via de Afsluitdijk kan de wandelaar Den Oever bereiken, waar het Duin- en Polderpad langs de Noordzeekust begint. (Deze route is niet gemarkeerd, doch de kans op verdwalen is gering; de route biedt echter weinig afwisseling.)
De hoofdroute gaat in noordelijke richting verder naar Harlingen en via Wijnaldum en Oosterbierum naar Sint Jacobiparochie; er is ook een kortere route die vrijwel geheel de zeedijk van de Waddenzee volgt. Hiermee wordt de route circa 5 kilometer ingekort. Na Sint Jacobiparochie wordt bij Zwarte Haan de zeedijk weer bereikt; de route loopt vervolgens langs een buitendijks kweldergebied, dat voor drooglegging bestemd was doch thans de functie van natuurgebied heeft.
De route gaat het binnenland in naar Ferwerd en Blija. Voor Holwerd wordt de zeedijk weer even aangedaan. Van Holwerd loopt de route langs de zeedijk naar het Lauwersmeer.
In Stavoren sluit het route aan op het Zuiderzeepad. In Lauwersoog kan de wandelaar zijn weg vervolgen via deel 3b naar Nieuweschans, of via het Friese Woudenpad naar Steenwijk. Er is ook een niet gemarkeerde route beschreven van Holwerd naar Dokkum.
De route volgt betrekkelijk dunbevolkt gebied, waar accommodatie, horeca en winkels niet steeds voorhanden zijn. Aansluitingen op het openbaar vervoer bestaan uit stations te Stavoren en Harlingen, en busverbindingen in de meeste overige plaatsen. Dit is echter vaak vraagafhankelijk vervoer. Het is raadzaam om bij het plannen van een meerdaagse wandeling hiermee rekening te houden. Voorts wordt vermeld dat een aantal trajecten langs de zeedijk niet toegankelijk zijn voor honden, ook als deze zijn aangelijnd.

## Deel 3b: Lauwersoog - Bad Nieuweschans
Dit deel is ontstaan uit het voormalige Wad- en Wierdenpad.
De route gaat van Lauwersoog via het Lauwersmeer naar Leens. De route loopt onder andere door militair oefenterrein Marnewaard met daarin het spookdorp Marnehuizen. Tussen Leens en Uithuizen zijn er twee varianten:
- de Wadroute die loopt via Pieterburen, bedijkingen en de kust van de Waddenzee (o.a. het Uithuizerwad en Noordpolderzijl)
- de Wierdenroute door het binnenland, via wierdedorpen als Baflo en Warffum.

Bij Uithuizen komen beide routes weer bij elkaar. De route gaat dan door het binnenland naar Appingedam en bereikt bij Delfzijl de kust van de Eems. Langs de Eems en natuurgebied de Dollard wordt via de akkerlanden van het Oldambt Bad Nieuweschans bereikt. Bij Lauwersoog sluit het pad aan op het Friese Kustpad en het Friese Woudenpad, bij Pieterburen op het Pieterpad, en bij Bad Nieuweschans op het Noaberpad.

## Voorzieningen
De route is redelijk, doch niet overdadig voorzien van overnachtingsmogelijkheden. Aansluitingen op het openbaar vervoer bestaan uit stations te Appingedam, Delfzijl en Bad Nieuweschans. De meeste plaatsen hebben busverbindingen; dit is meestal vraagafhankelijk vervoer. De wandelaar wordt geadviseerd zich vooraf informatie te verschaffen over frequentie en routes.
Op een groot deel van het traject, met name de zeedijken, zijn honden, ook als ze zijn aangelijnd, niet toegestaan, in verband met de aanwezigheid van grazend vee.

## Afbeeldingen

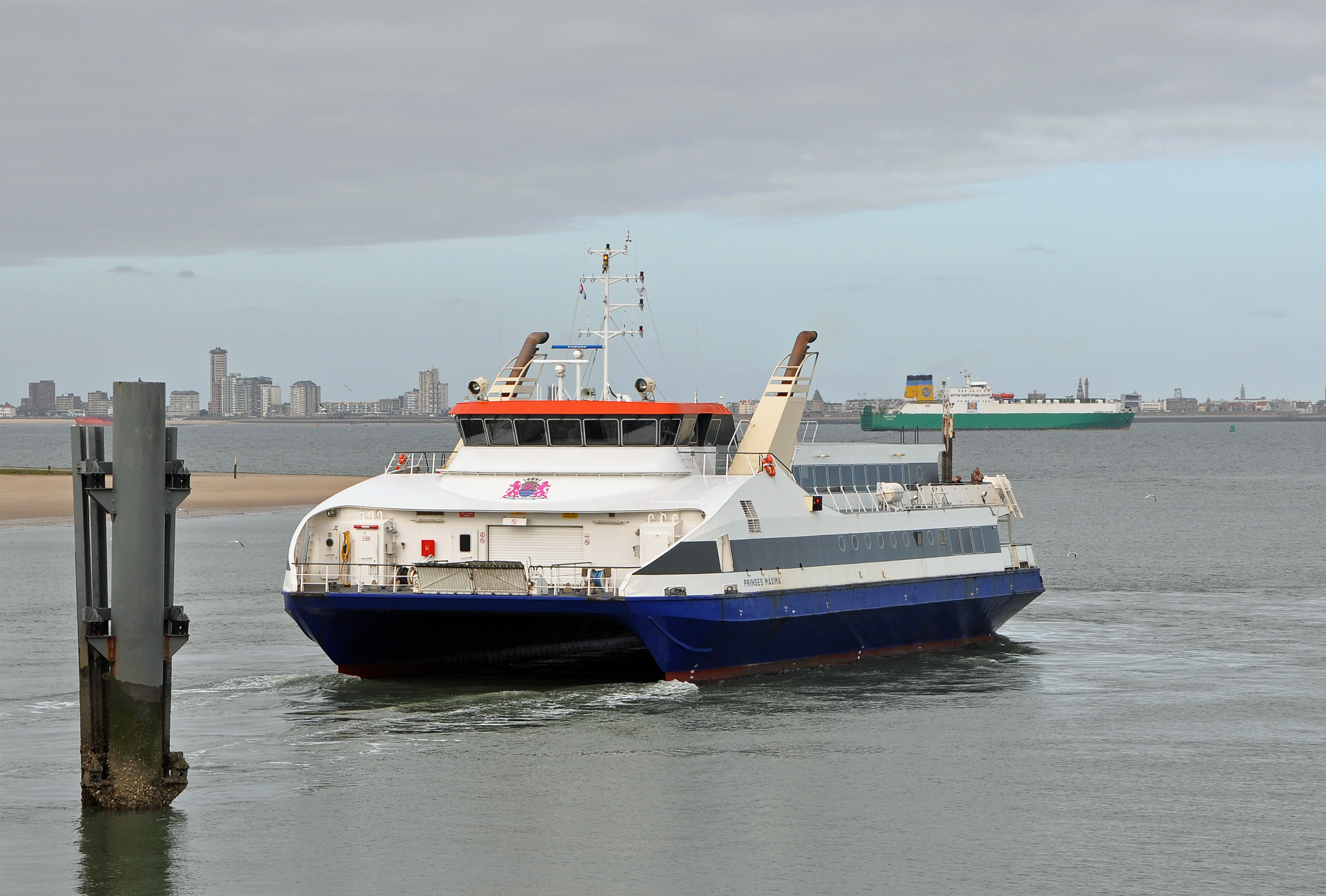
Veer Breskens-Vlissingen
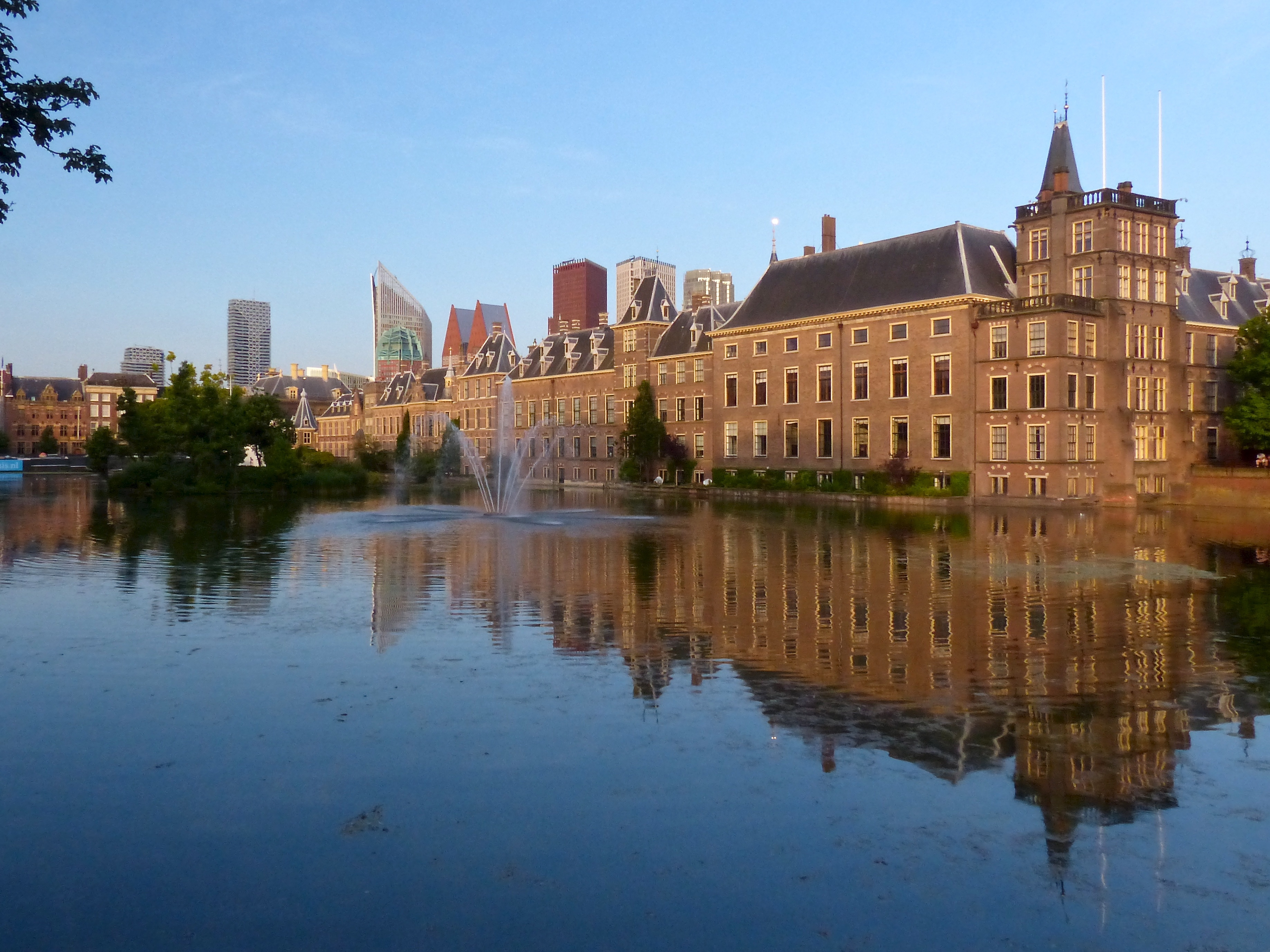
Binnenhof, Den Haag
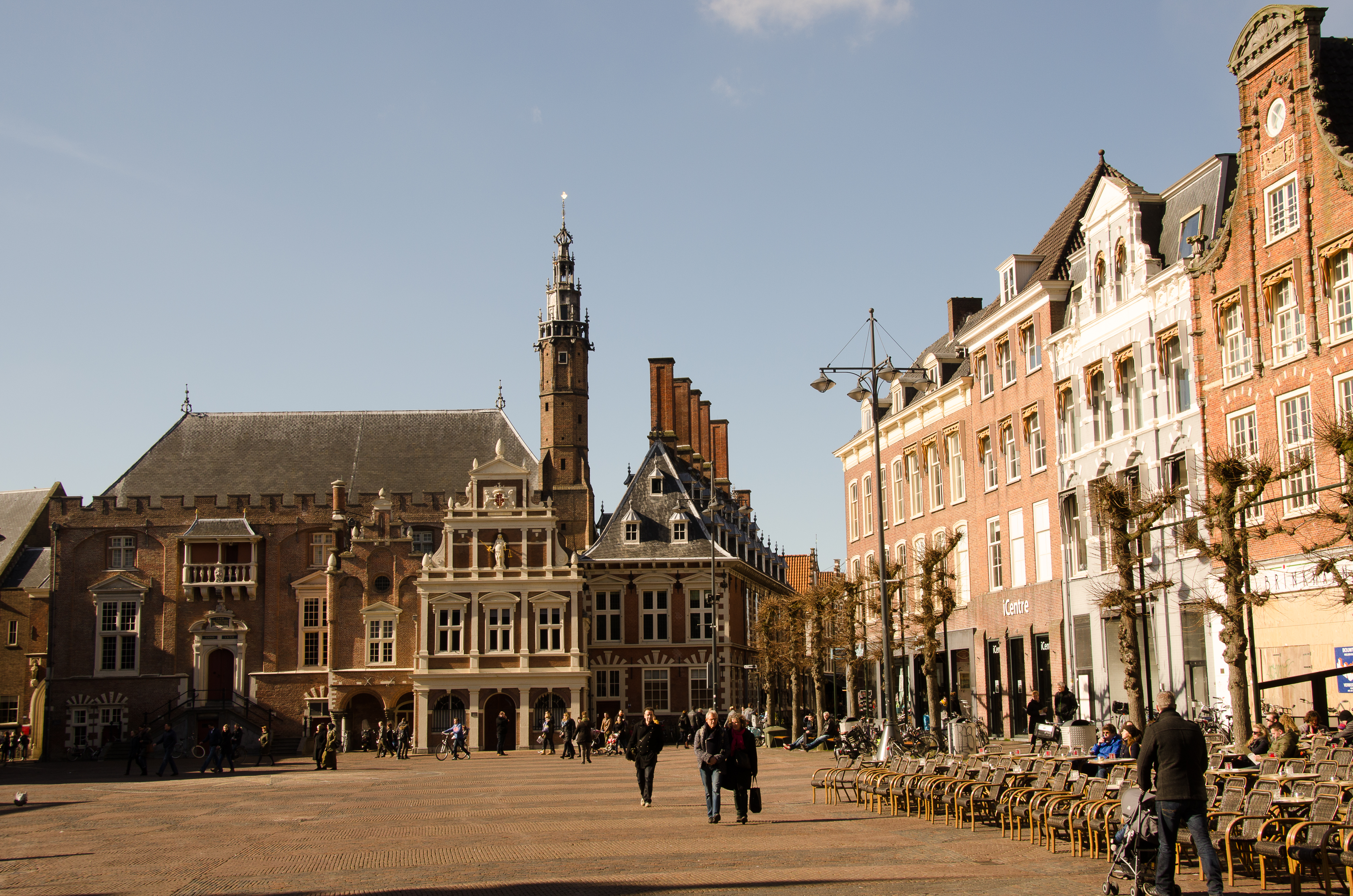
Grote Markt, Haarlem
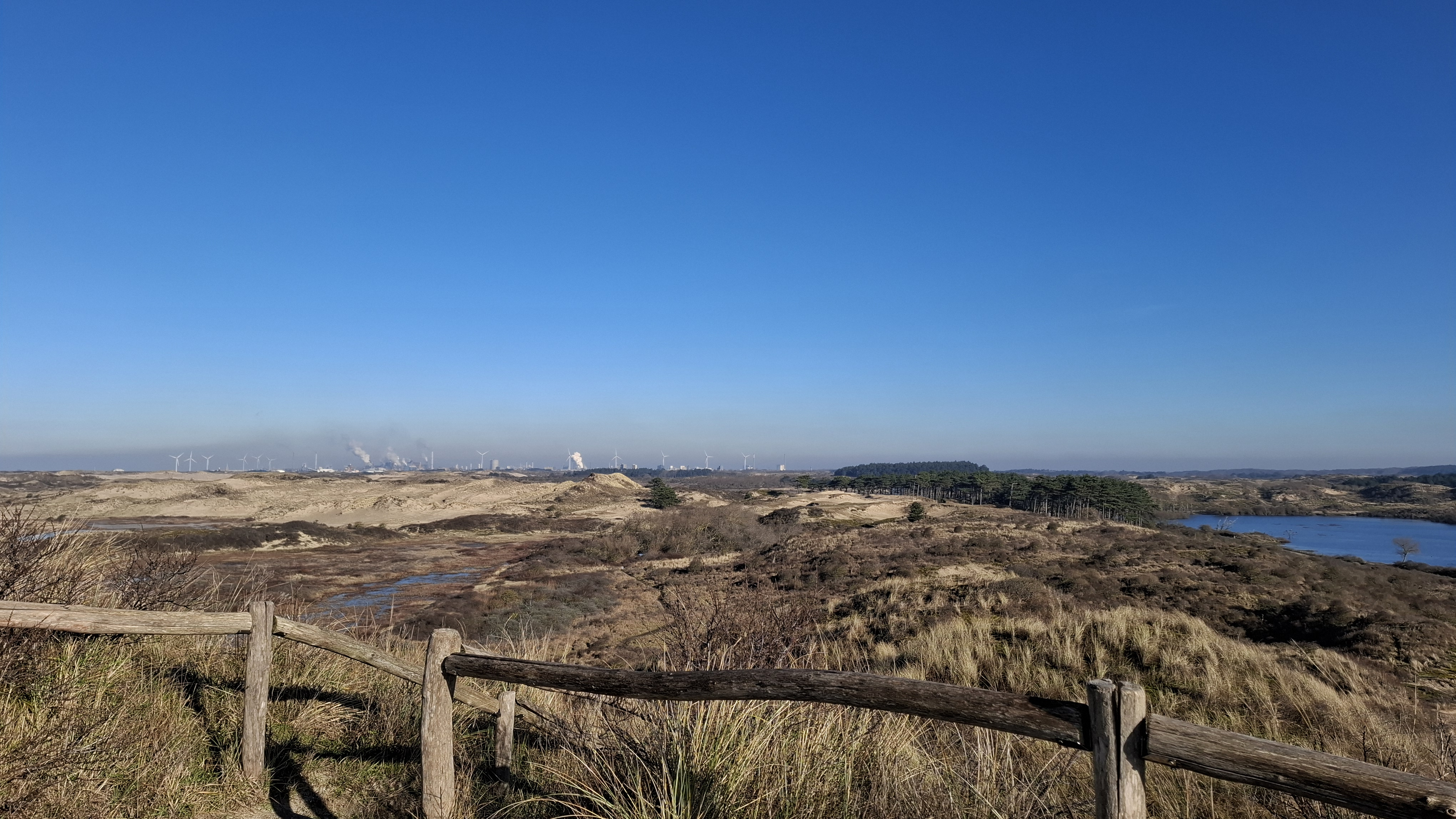
Op de Hazenberg in  NP Kennemerduinen
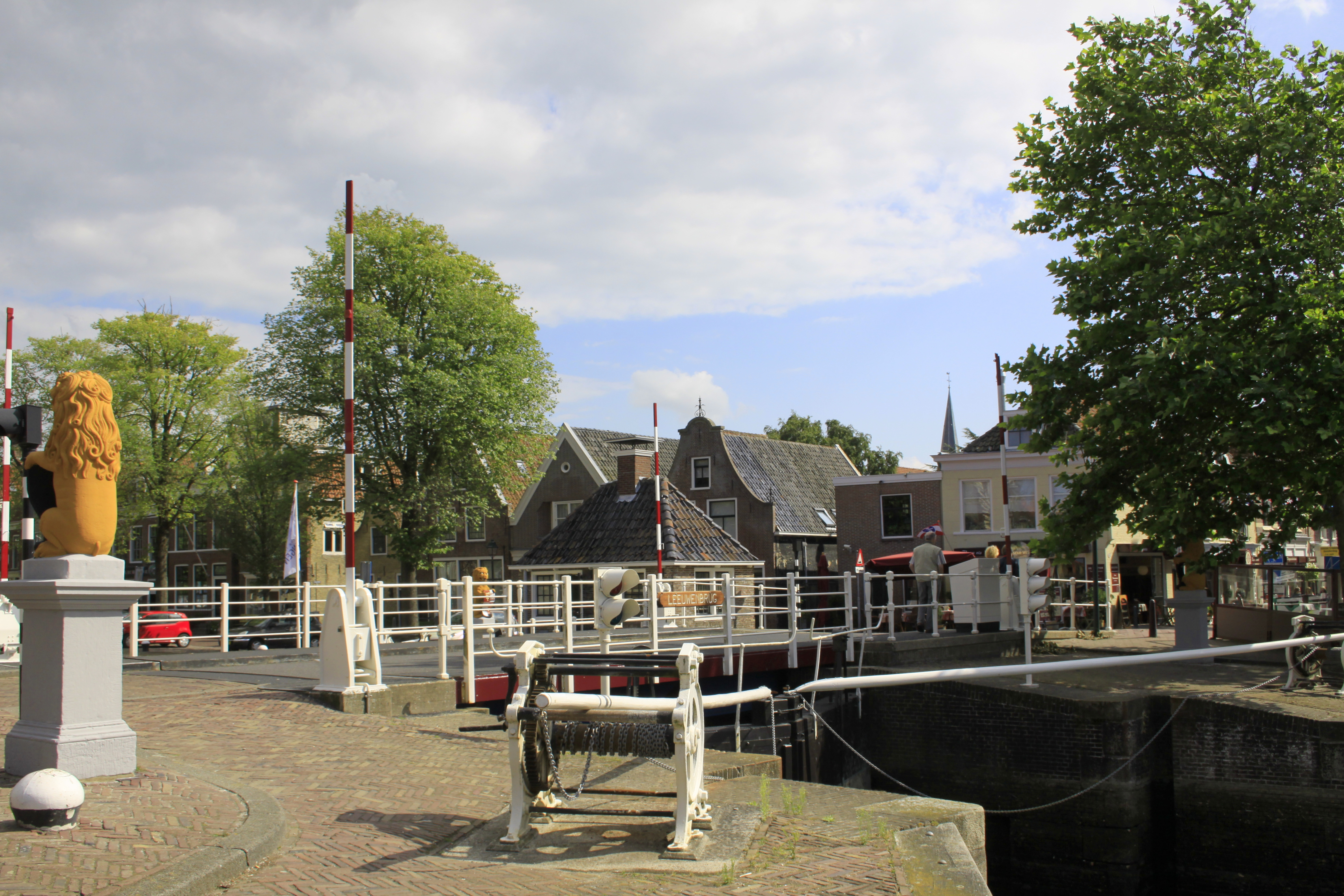
Leeuwenbrug, Harlingen
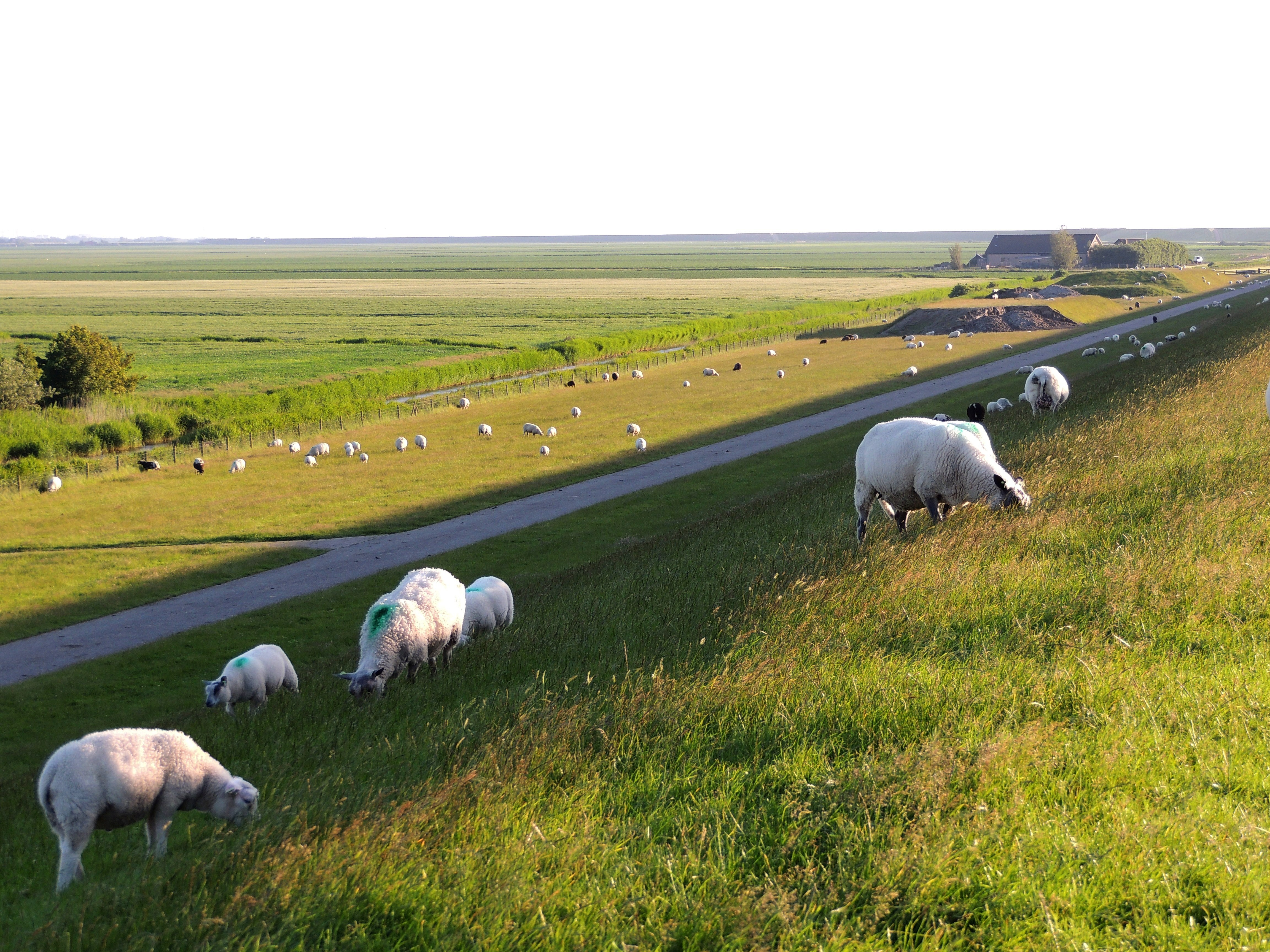
Zeedijk bij Zwarte Haan
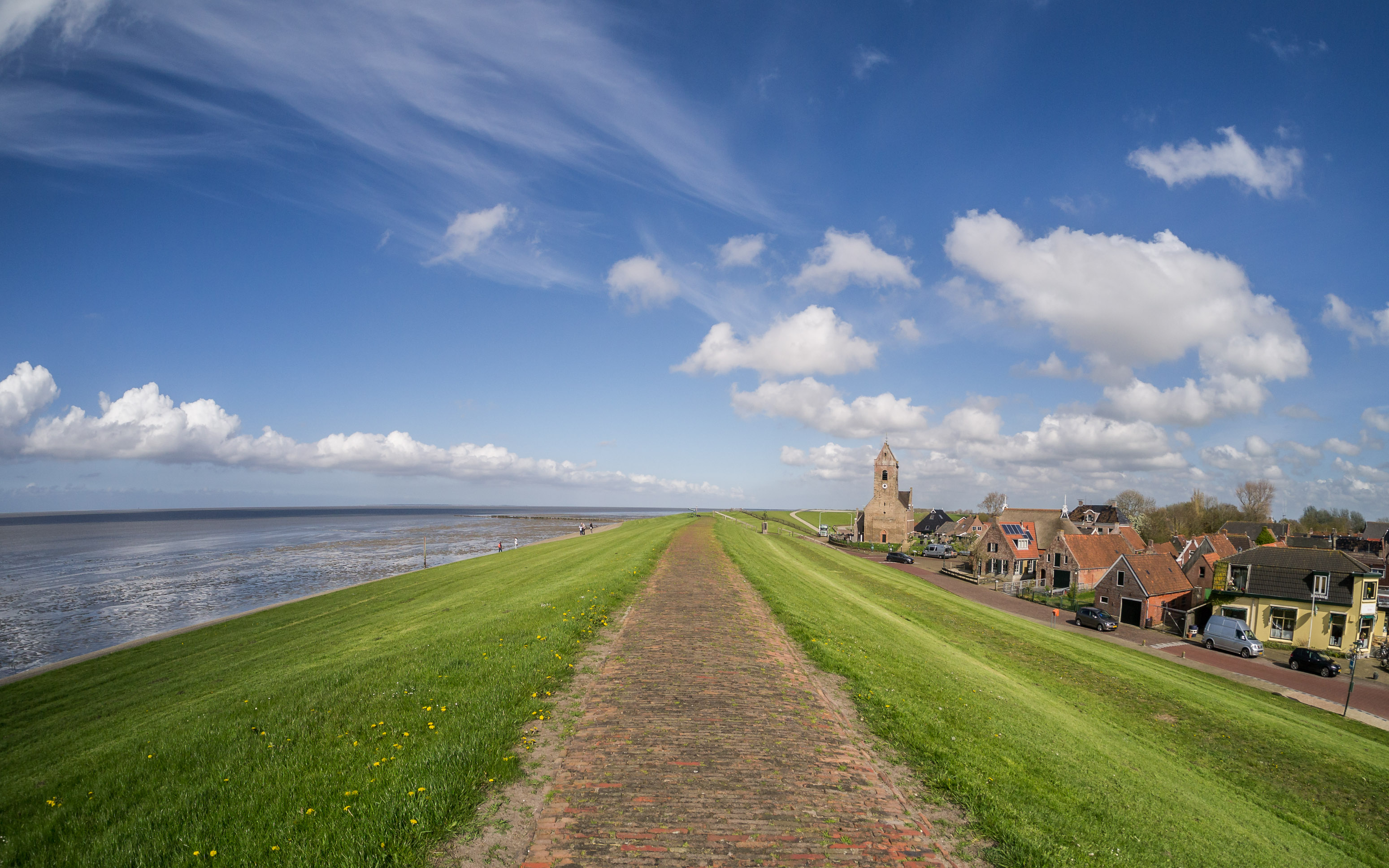
Wierum
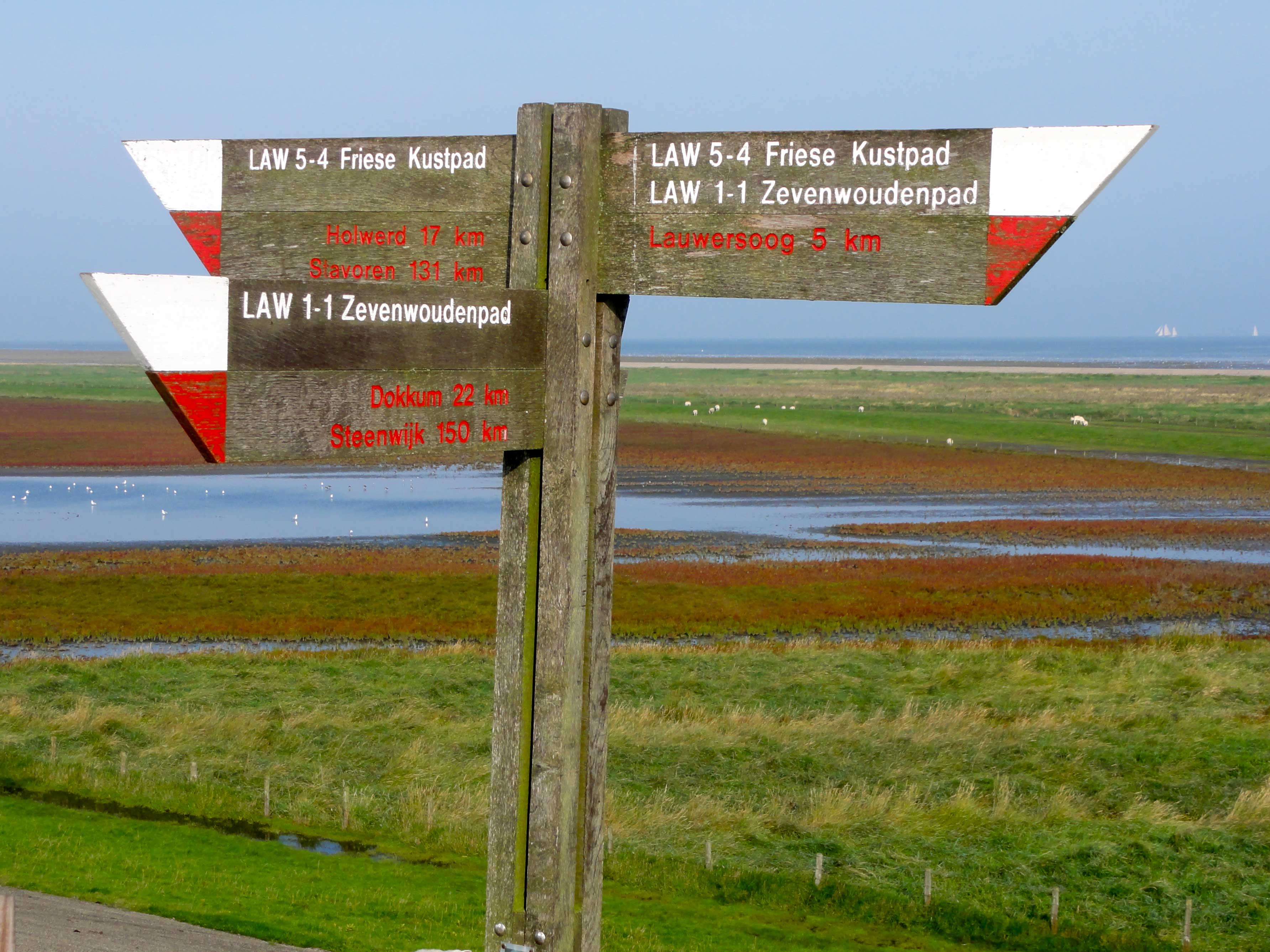
Bij Lauwersoog
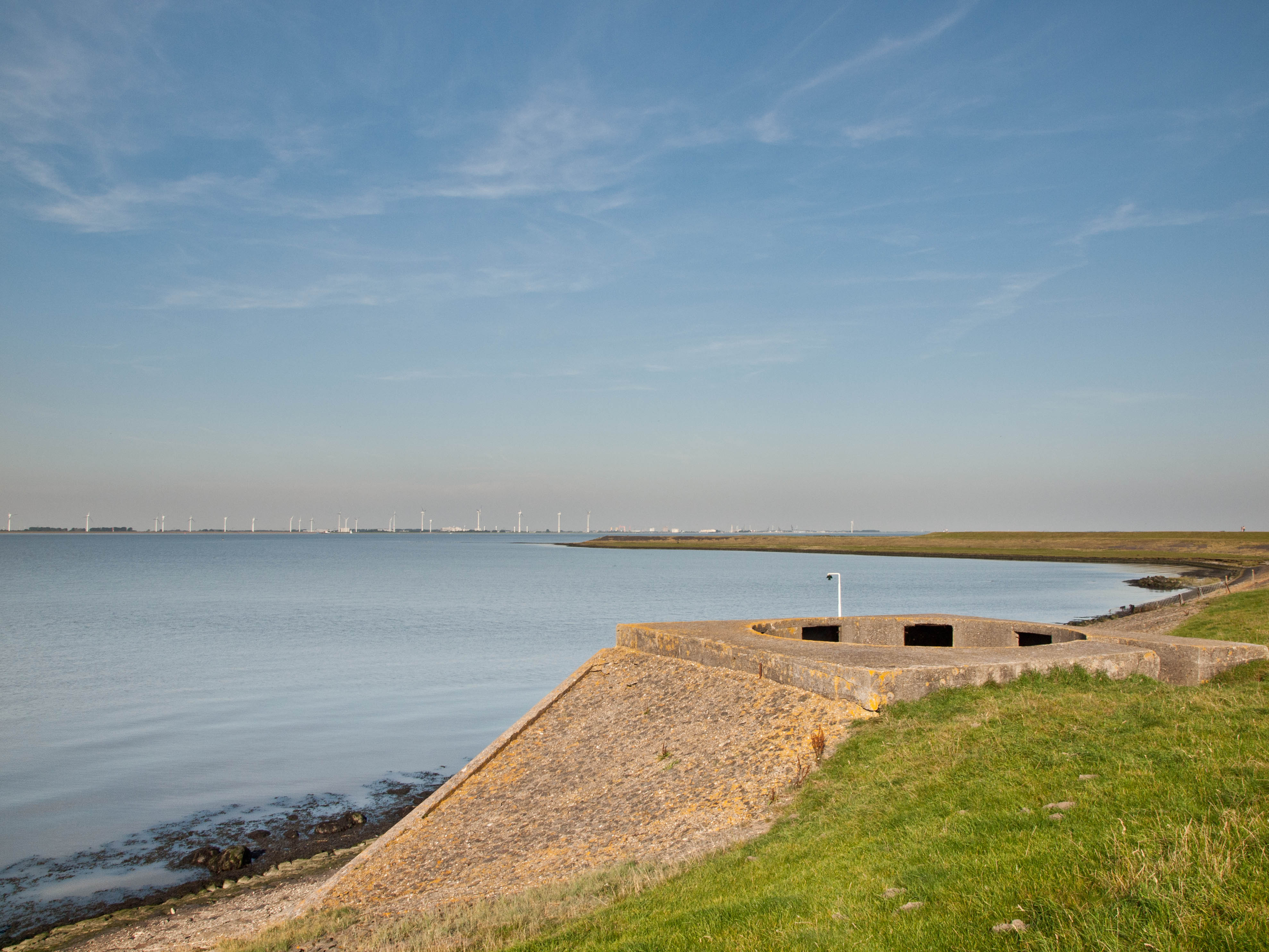
Bij Fiemel: uitzicht op de Punt van Reide

1-1: Friese Woudenpad ·
1-2: Pionierspad ·
1-3: Floris V-pad ·
2: Trekvogelpad ·
3: Marskramerpad ·
4: Maarten van Rossumpad ·
5-1 t/m 5-3:Nederlands Kustpad ·
6: Grote Rivierenpad ·
7: Pelgrimspad ·
8: Zuiderzeepad ·
9: Pieterpad ·
10: Noaberpad ·
11: Grenslandpad ·
12: Overijssels Havezatenpad ·
13:Hertogenpad ·
14: Groot Frieslandpad ·
15: Westerborkpad ·
16: Romeinse Limespad ·
17: Waterliniepad